# 巴斯琴山
79°50′S 158°19′E / 79.833°S 158.317°E
巴斯琴山（英語：Bastion Hill）是南極洲的山丘，位於奧次地，屬於布朗山脈的一部分，海拔高度1,490米，最終在塔奇當冰川以東注入達爾文冰川，現時由南極條約體系管理。